# The Rolling Bridge
The Rolling Bridge (svenska: Den rullande bron) är en ihoprullbar bro vid kanten av Paddington Basin i London, Storbritannien.
Bron är den enda i sitt slag i världen, och består av åtta triangulära sektioner som är ledade nertill och sammankopplade med tvådelade länkar som viks ihop ner mot brons golv med hjälp av hydraulcylindrar, dolda i vertikala rör i brons räcken. När bron är utfälld liknar den en vanlig stålbro och är 12 meter lång. När bron öppnas rullas den ihop till en oktagon med en diameter på ca 6 meter. (Se videoklippet i inforutan till höger).
Bron leder över en liten avstickare av Paddington Basin, utan någon båttrafik och öppnas därför endast för nyfikna åskådare varje fredag klockan tolv.